# Ернст Гаммер
Ернст Гаммер (нім. Ernst Hammer; 20 жовтня 1884, Фалькенау-ан-дер-Егер — 2 грудня 1957, Відень) — австрійський і німецький офіцер, генерал-лейтенант вермахту. Кавалер Лицарського хреста Залізного хреста.

## Біографія
1 жовтня 1903 року поступив на службу однорічним добровольцем в австро-угорську армію. 1 травня 1907 року повернувся на службу. Учасник Першої світової війни, служив на штабних посадах. Після війни продовжив службу в австрійській армії.
Після аншлюсу автоматично перейшов у вермахт. З початку 1939 року служив у штабі 32-го артилерійського командира. З 26 серпня 1939 року — командир 75-ї піхотної дивізії. 5 вересня 1942 року через хворобу здав командування. З 10 листопада 1942 року — командир дивізії №190 (з 4 листопада 1944 року — 190-та піхотна дивізія). 13 квітня 1945 року потрапив у американський полон. Навесні 1947 року звільнений.

## Звання
- Однорічний доброволець (1 жовтня 1903)
- Формайстер (1 лютого 1904)
- Капрал (1 травня 1904)
- Пожежник резерву (1 жовтня 1904)
- Лейтенант резерву (1 січня 1905)
- Лейтенант (1 травня 1907)
- Гауптман (1 вересня 1915)
- Майор (1 липня 1920)
- Оберст-лейтенант (1 червня 1924)
- Оберст (14 жовтня 1930)
- Генерал-майор (22 грудня 1935)
- Генерал-лейтенант (1 листопада 1940)

## Нагороди
- Ювілейний хрест (1908)
- Медаль «За військові заслуги» (Австро-Угорщина)
  - бронзова з мечами
  - срібна
- Хрест «За військові заслуги» (Австро-Угорщина) 3-го класу з військовою відзнакою і мечами — нагороджений двічі.
- Залізний хрест 2-го і 1-го класу
- Військова медаль (Османська імперія)
- Пам'ятна військова медаль (Австрія) з мечами
- Золотий почесний знак «За заслуги перед Австрійською Республікою»
- Хрест «За вислугу років» (Австрія) 2-го класу для офіцерів (25 років)
- Пам'ятна військова медаль (Угорщина) з мечами
- Почесний хрест ветерана війни з мечами
- Медаль «За вислугу років у Вермахті» 4-го, 3-го, 2-го і 1-го класу (25 років)
- Застібка до Залізного хреста 2-го і 1-го класу
- Лицарський хрест Залізного хреста (20 грудня 1941)
- Медаль «За зимову кампанію на Сході 1941/42»